# Аппер, Жорж
Жорж Аппер (фр. George Appert; 1850—1934) — французский художник.
Мастер жанровых и батальных композиций. Работал в области станковой живописи. Экспонировал произведения на многочисленных Салонах.
В 1888 году в соавторстве с японцем Х. Киносита написал книгу «Ancient Japan» (рус. «Старая Япония»), в котором познакомил европейского читателя с Сэссю, одним из величайших японских художников исторического времени, широко почитаемым в Японии и Китае.

## Галерея

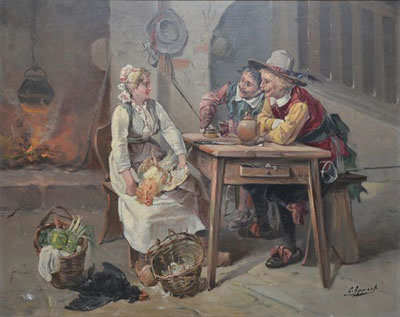
«Галантная сцена на кухне»
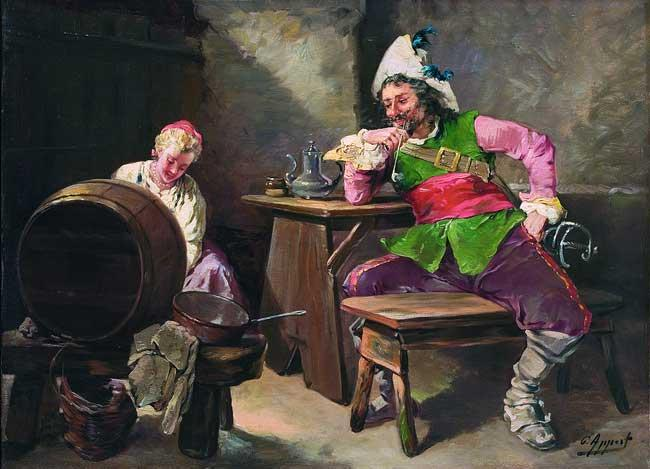
«Сцена в таверне»
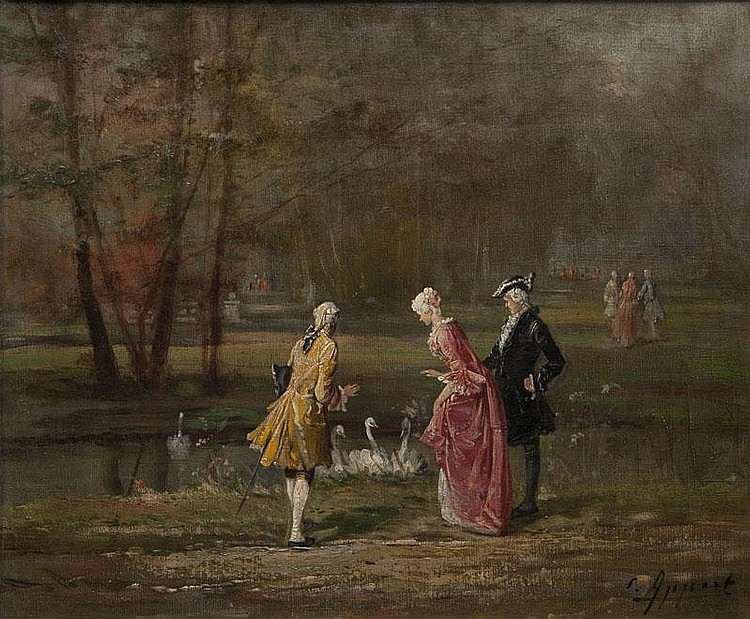
«Сцена в парке»
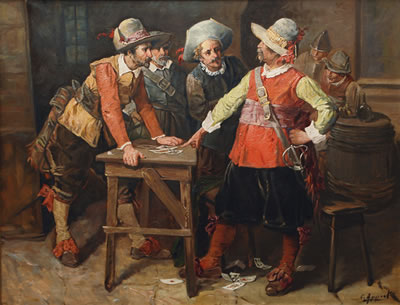
«Игра в карты»